# Camira sexmaculata
Camira sexmaculata là một loài bọ cánh cứng trong họ Cerambycidae.